# Josip Sever
Josip Sever (Blinjski Kut, Sisak, 8. srpnja 1938. – Zagreb, 28. siječnja 1989.), bio je hrvatski pjesnik i prevoditelj. Po struci je bio diplomirani sinolog i slavist.

## Životopis
Rođen je 1938. godine u Blinjskom Kutu pokraj Siska. U Zagrebu je studirao slavistiku, a u Kini, u gradu Pekingu, sinologiju.
Prevodio je s ruskog na hrvatski. Osim na hrvatskom, pisao je i na ruskom jeziku. Na hrvatski je s ruskog prevodio Babelja, Majakovskog i Nabokova. Također je prevodio djela s kineskog jezika.
Prema riječima Gorana Matovića, na Severevo je pjesničko stvaralaštvo utjecao "'zvjezdani jezik' ruskih futurista, zbog čega je 70-ih godina njegova poezija bila novost u Hrvatskoj.

## Privatan život
Bio je u vezi s književnicom Sunčanom Škrinjarić. Bio je redoviti gost kavane "Corso" u Zagrebu, gdje se družio s drugim književnicima i pjesnicima, između ostalih, sa Sašom Meršinjakom i Stojanom Vučičevićem.

## Djela
Zbirke pjesama:
- Diktator (1969.)
- Anarhokor (1977.)

Postumno:
- Krešimir, B., Sever, J. Što je vidio Josip Sever? (2022., Matica hrvatska Zagreb ISBN 9789533412252)
- Maleš, B, Sever, J. Svježa dama Damask trese (2004. Lunapark)[5]
- Oraić Tolić, D. Sever, J. Borealni konj (1989., Mladost. ISBN 8605003936)[6]

Antologije:
- Bošnjak, B. Josip Sever i Aleksej Kručonih: pjesništvo između bipolarnosti i globalizacije diskursa (2001., Književna smotra : časopis za svjetsku književnost, God.33)[7]
- Oraić, D. Na kraju avangardnog raja ili Civilizacijski nomadizam Josipa Severa (1988., Suvremeno hrvatsko pjesništvo)[8]
- Šalat, D. Poetički dodiri i razlike Tina Ujevića i Josipa Severa (2016., Treći Šoljanov zbornik : 11. - 20. Dani Antuna Šoljana : Rovinj, 2006. - 2015.)[9]

Prijevodi (nepotpun popis):
- Babel', Isaak Emmanuilovič. Crvena konjica (2010. Europapress holding. ISBN 9789533002156)[10]
- Majakovskij, Vladimir Vladimirovič. Vladimir Iljič Lenjin: poema (1971., Mladost)[11]

## Nagrade i priznanja
- Nagrada Grada Zagreba (za zbirku pjesama Anarhokor)

Bile su mu posvećene 1. Zagrebačke posvete.